# Kiesza
Kiesa Rae Ellestad, lepiej znana jako Kiesza (ur. 16 stycznia 1989 w Calgary) – kanadyjska piosenkarka oraz tancerka pochodząca z Calgary. Jej debiutancki singel „Hideaway” dotarł do pierwszego miejsca na brytyjskiej liście przebojów.

## Dyskografia

### Albumy
| Dane dot. albumu                                                                                             | Pozycja na liście | Pozycja na liście | Pozycja na liście | Pozycja na liście | Pozycja na liście | Pozycja na liście | Pozycja na liście | Pozycja na liście | Pozycja na liście |
| Dane dot. albumu                                                                                             | CAN               | UK                | GER               | USA               | FRA               | AUT               | CHE               | NLD               | ITA               |
| --- | ----------------- | ----------------- | ----------------- | ----------------- | ----------------- | ----------------- | ----------------- | ----------------- | ----------------- |
| Kiesza - Data: 2008 - Wydawca: Wydanie niezależne - Format: CD                                               | —                 | —                 | —                 | —                 | —                 | —                 | —                 | —                 | —                 |
| Sound of a Woman - Data: 17 października 2014 - Wydawca: Lokal Legend, Island - Format: CD, digital download | 14                | 40                | 10                | 42                | 160               | 18                | 14                | 66                | 28                |
| Crave - Data: 12 czerwca 2020 - Wydawca: Lokal Legend, Island - Format: CD, digital download                 |                   |                   |                   |                   |                   |                   |                   |                   |                   |
| "—" oznacza, że album nie był notowany lub wydany.                                                           |                   |                   |                   |                   |                   |                   |                   |                   |                   |

### Minialbumy
| Dane dot. albumu |
| --- |
| Hideaway - Data: 7 lipca 2014 - Wydawca: Lokal Legend, Island - Format: Digital download, streaming                                      |
| Weird Kid (wraz z Chrisem Malinchakiem) - Data: 12 października 2018 - Wydawca: Wydanie niezależne - Format: Digital download, streaming |

### Single
| "Hideaway"                                          | 2014 | 1  | 5  | 51 | 25 | 17 | 5  | 1 | 17 | 1 | - CAN: platynowa płyta - USA: złota płyta - BEL: złota płyta | Sound of a Woman |
| „Giant in My Heart”                                 | 2014 | 4  | 11 | —  | —  | 53 | 48 | — | —  | — |                                                              | Sound of a Woman |
| „No Enemiesz”                                       | 2014 | 30 | —  | —  | —  | —  | —  | — | —  | — |                                                              | Sound of a Woman |
| „What Is Love”                                      | 2014 | —  | 85 | —  | —  | —  | —  | — | —  | — |                                                              | Sound of a Woman |
| "—" oznacza, że singel nie był notowany lub wydany. |      |    |    |    |    |    |    |   |    |   |                                                              |                  |

#### Gościnnie
| „Triggerfinger” (Donkeyboy feat. Kiesza)                 | 2013 | —  | 9 | —  | —                                 |
| „Take Ü There” (Jack Ü feat. Kiesza)                     | 2014 | 63 | — | —  | Skrillex and Diplo Present Jack Ü |
| „Teach Me” (Joey Badass feat. Kiesza)                    | 2015 | —  | — | —  | B4.Da.$$                          |
| "Last Night in the City" (Duran Duran ft. Kiesza)        | 2015 | —  | — | —  | Paper Gods                        |
| „Don't Want You Back” (Bakermat feat. Kiesza)            | 2017 | —  | — | —  | —                                 |
| "Hello Shadow" (Skygge feat. Kiesza)                     | 2017 | —  | — | —  | Hello World                       |
| ,,Naked (With My Headphones On)'' (Rat City feat Kiesza) | 2020 | —  | — | 21 |                                   |
| "—" singel nie był notowany.                             |      |    |   |    |                                   |

## Teledyski
| Tytuł                                                  | Rok  | Reżyseria                                               | Album            |
| ------------------------------------------------------ | ---- | ------------------------------------------------------- | ---------------- |
| „Hideaway”                                             | 2014 | Rami Samir Afuni, Blayre Ellestad, Ljuba Castot, Kiesza | Sound of a Woman |
| „Giant in My Heart”                                    | 2014 | Rami Samir Afuni                                        | Sound of a Woman |
| „What Is Love”                                         | 2014 | Rami Samir Afuni                                        | Sound of a Woman |
| „No Enemiesz”                                          | 2014 | Syndrome                                                | Sound of a Woman |
| "Sound Of A Woman"                                     | 2015 |                                                         | Sound of a Woman |
| "Dearly Beloved"                                       | 2017 |                                                         |                  |
| "Give It To The Moment" (gościnnie: Djemba Djemba)     | 2017 |                                                         |                  |
| "Phantom Of The Dance Floor" (gościnnie: Philippe Sly) | 2018 |                                                         |                  |
| "3 Hos" (gościnnie: Chris Malinchak)                   | 2018 |                                                         |                  |

## Nagrody i wyróżnienia
| Rok  | Nagroda                 | Kategoria         | Tytułem    | Wynik     |
| ---- | ----------------------- | ----------------- | ---------- | --------- |
| 2014 | MTV Europe Music Awards | Best Video        | „Hideaway” | Nominacja |
| 2014 | MTV Europe Music Awards | Best New Act      | Kiesza     | Nominacja |
| 2014 | MTV Europe Music Awards | Best Push Act     | Kiesza     | Nominacja |
| 2014 | MTV Europe Music Awards | Best Canadian Act | Kiesza     | Nominacja |
| 2014 | BBC Music Awards        | Song of the Year  | „Hideaway” | Nominacja |